# Mu’addamijjat asz-Szam
Mu’addamijjat asz-Szam (arab. معضمية الشام) – miasto w Syrii w muhafazie Damaszek w dystrykcie Darajja, na południowych przedmieściach Damaszku, oddalone od niego o 10 km. Według spisu powszechnego z 2004 roku miasto liczy 52 738 mieszkańców.

## Historia
Podczas syryjskiej wojny domowej miasto znalazło się pod kontrolą rebeliantów. Od 2013 wojska rządowe oblężyły Mu’addamijjat asz-Szam, odcinając jakiekolwiek dostawy żywności czy pomocy medycznej. W październiku siły kontrolujące miejscowość porozumiały się ze stroną rządową i z oblężonego terytorium wypuszczono około 1800 cywilów. Na początku 2014 roku doszło do rozejmu, na mocy którego rząd syryjski otworzył miasto dla dostaw pożywienia i medykamentów, w zamian rebelianci musieli oddać całe ciężkie uzbrojenie.
W czerwcu 2015 roku do miejscowości dotarła pomoc humanitarna ze strony Syryjskiego Czerwonego Półksiężyca – mieszkańcom rozdano 4000 paczek z jedzeniem, głównie z chlebem. Do kolejnych rozmów pokojowych doszło pod koniec 2015 roku, zakończył się one porozumieniem o zawieszeniu ognia podpisanym 25 grudnia, jednak do działań zbrojnych zaczęło dochodzić ponownie wiosną roku kolejnego.
W kwietniu 2016 roku armia syryjska zdobyła ostatnią kontrolowaną przez rebeliantów drogę łączącą Mu’addamijjat asz-Szam z sąsiednią Darajją, została ona prawdopodobnie na powrót odbita dwa miesiące później. W sierpniu 2016 roku, po przejęciu Darajji przez rząd Baszszara al-Asada, w wyniku gróźb zwiększenia liczby bombardowań i odbicia miasta przez stronę rządową z udziałem wojsk rosyjskich, rebelianci kontrolujący miejscowość złożyli rządowi Syrii propozycję opuszczenia miasta wraz z rodzinami pod warunkiem możliwości zabrania broni lekkiej. Rząd syryjski przystał na tę propozycję, 620 rebeliantów, którzy nie chcieli złożyć broni, zostało przetransportowanych w listopadzie ze swoimi rodzinami (w sumie około 2500 osób) do muhafazy Idlib, gdzie mieli kontynuować walkę przeciwko siłom rządowym. Ewakuacja ta była kolejną po ewakuacjach Darajji, Kadsijji oraz al-Hamy znajdujących się w tej samej muhafazie.